# Protectorat de San Martín au Pérou
3 août 1821 – 20 septembre 1822
Le protectorat de San Martín au Pérou (en espagnol : protectorado de San Martín en el Perú), appelé officiellement « régime des départements libres » (régimen de los departamientos libres) était un protectorat et un gouvernement provisoire dans l'actuel Pérou. Il a été instauré par décret le 3 août 1821 sous l'exercice de José de San Martín, à la suite de la déclaration d'indépendance du Pérou vis-à-vis de l'Empire espagnol. Le protectorat prend fin le 20 septembre 1822, date de l'installation du Congrès constituant du Pérou de 1822 (es). Il a existé pendant 413 jours, soit un an, un mois et 17 jours.

## Guerre d'indépendance péruvienne
La guerre d'indépendance péruvienne était une série de conflits militaires au Pérou qui a commencé avec la reconquête militaire de plusieurs territoires par José Fernando de Abascal y Sousa lors de la bataille de Huaqui en 1811. Cela a été suivi par la défaite de l'armée espagnole lors de la bataille d'Ayacucho en 1824 et s'est terminée en 1826 avec le siège de Callao.
Auparavant cela, des guerres d'indépendance ont également eu lieu après le soulèvement de 1780–1781 du chef indigène Túpac Amaru II et le retrait antérieur des régions du Haut-Pérou et du Río de la Plata de la vice-royauté du Pérou. Le vice-roi avait souvent le soutien de « l'oligarchie de Lima », qui voyait ses intérêts d'élite menacés par la rébellion populaire et s'opposait à la nouvelle classe commerciale de Buenos Aires. Au cours de la première décennie des années 1800, le Pérou avait été un bastion pour les royalistes qui combattaient les combattants de la liberté au Pérou, au Haut-Pérou, à Quito et au Chili.
Parmi les événements les plus importants de la guerre figure la proclamation de l'indépendance du Pérou par José de San Martín le 28 juillet 1821.

## Histoire
L'autorité centrale de l'Empire espagnol a été perdue pendant la guerre péninsulaire de 1807-1814 et de nombreuses régions ont établi des administrations locales autonomes appelées juntes (juntas). Le vice-roi du Pérou José Fernando de Abascal y Sousa a joué un rôle déterminant dans l'organisation d'armées pour réprimer les soulèvements dans le Haut-Pérou et la défense de la région contre les armées envoyées par les juntes du Río de la Plata. Après le succès des armées royalistes, Abascal annexa le Haut-Pérou à la vice-royauté. Cela a profité aux marchands de Lima, puisque le commerce de la région riche en argent était alors dirigé vers le Pacifique. De ce fait, le Pérou est resté fortement royaliste et a participé aux réformes politiques mises en œuvre par les Cortes de Cadix (1810-1814) malgré la résistance d'Abascal. Le Pérou était représenté à la première session des Cortes par sept législateurs et des cabildos locaux (organes représentatifs) étaient élus. C'était l'avant-dernière redoute de la monarchie espagnole en Amérique du Sud, après le Haut-Pérou. Le Pérou succombe finalement aux armées patriotes après les campagnes continentales décisives de José de San Martín (1820–1823) et de Simón Bolívar (1823–1825).

### Juntes

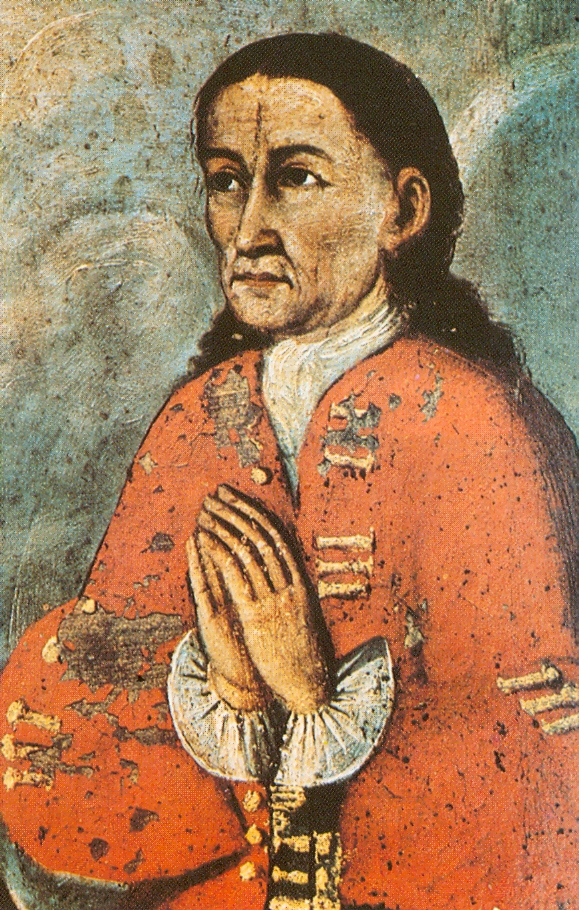
Révolutionnaire péruvien Mateo Pumacahua

La rébellion de Cuzco de 1814 (es), qui a commencé par une confrontation entre le Cabildo constitutionnel et la Real Audiencia de Cuzco sur l'administration de la ville, a été la plus durable. Les membres du Cabildo et leurs alliés ont été arrêtés par l'Audiencia. Les chefs Criollo ont fait appel au brigadier à la retraite Mateo Pumacahua, curaca de Chinchero, qui a joué un rôle déterminant dans la répression de la rébellion de Túpac Amaru II des décennies plus tôt. Pumacahua a rejoint les dirigeants Criollo, formant une junte à Cuzco le 3 août qui a exigé la mise en œuvre des réformes libérales de la Constitution espagnole de 1812. Après des victoires dans le sud et le Haut-Pérou, la rébellion fut réprimée durant l'année 1815 ; la force combinée des forces royales et des curacas fidèles, y compris la Catacora et l'Apo Cari prirent Cuzco et exécutèrent Pumacahua.

## Fondation de la République péruvienne

### José de San Martín et l'Armée de libération du Sud
Après avoir écrasé la rébellion, le vice-roi du Pérou organise deux expéditions contre le Chili composées de régiments royalistes de Lima et d'Arequipa et d'éléments expéditionnaires d'Europe. En 1814, la première expédition reconquiert le Chili après la bataille de Rancagua. Après la défaite royaliste lors de la bataille de Chacabuco en 1817, la deuxième expédition contre les patriotes chiliens l'année suivante est une tentative de restauration de la monarchie. Initialement couronnée de succès lors de la seconde bataille de Cancha Rayada (es), l'expédition est vaincue par San Martín lors de la bataille de Maipú.
Pour commencer la libération du Pérou, l'Argentine et le Chili signe un traité le 5 février 1819, pour se préparer à l'invasion. San Martín croyait que la libération de l'Argentine ne serait pas complète tant que le bastion royaliste au Pérou ne serait pas vaincu.

### Campagne péruvienne
Après la bataille de Maipú et la libération du Chili, les patriotes ont commencé à se préparer à un assaut amphibie pour libérer le Pérou. Bien que les coûts de la campagne devaient à l'origine être assumés par le Chili et l'Argentine, le gouvernement chilien de Bernardo O'Higgins a absorbé la plupart de ses coûts de campagne. Il a été déterminé que l'armée de terre serait commandée par José de San Martín et que la marine serait commandée par l'amiral Thomas Alexander Cochrane.
L'« Expédition libératrice du Pérou (es) » composée de 4 118 hommes effectue un débarquement amphibie le 21 août 1820 à Valparaiso sous pavillon chilien. Le 7 septembre, l'expédition arrive dans la baie de Pisco (dans l'actuelle Ica) et capture la province le lendemain. Dans une tentative de négociation, le vice-roi du Pérou envoie une lettre à San Martín le 15 septembre, cependant, les négociations échouent le 14 octobre sans résultat clair.

### Début des hostilités
Le 9 octobre 1820, le régiment de grenadiers de réserve de Cuzco commence à se rebeller, cela aboutit à la proclamation de l'indépendance de Guayaquil. Le 21 octobre, San Martín créé le drapeau de la République du Pérou.
Les hostilités commencent par une campagne dans les hautes terres péruviennes dirigée par le général Juan Antonio Álvarez de Arenales du 4 octobre 1820 au 8 janvier 1821. Arenales rejoint le général San Martín à Huaura et proclame l'indépendance de la ville de Huamanga (actuel Ayacucho) le 1er novembre 1820. Cet événement est suivi par la bataille de Cerro de Pasco, où Arenales vainc une division royaliste envoyée par le vice-roi Joaquín de la Pezuela. Le reste des forces de libération (sous l'amiral Cochrane) capture la frégate royaliste Esmeralda le 9 novembre 1820, portant un coup dur à la marine royaliste. Le 2 décembre, le bataillon royaliste « Bataillon Voltígeros de la Guardia (es) » fait défection du côté des patriotes. Le 8 janvier 1821, les troupes d'Arenales rejoignent le reste de l'expédition sur la côte.
Le vice-roi Pezuela est remplacé par le général José de la Serna le 29 janvier 1821. En mars, des insurgés dirigés par Cochrane attaquent les ports royalistes d'Arica et de Tacna. Le nouveau vice-roi annonce son départ de Lima le 5 juin 1821, mais ordonne à une garnison de résister aux patriotes dans la forteresse Real Felipe, cela conduit au premier siège de Callao. L'armée royaliste, dirigée par le général José de Canterac, quitte Lima pour les hauts plateaux le 25 juin 1821. Arenales est envoyé par San Martín pour observer la retraite royaliste, et l'expédition entre à Lima deux jours plus tard.

### Déclaration d'indépendance
À Lima, San Martín invite la population à prêter serment à la cause de l'indépendance. L'acte d'indépendance du Pérou est signée le 15 juillet 1821. Le futur ministre des relations internationales Manuel Pérez de Tudela rédige l'acte. Cochrane est accueilli à Lima deux jours plus tard et San Martín proclame l'indépendance sur la Plaza Mayor de la ville le 28 juillet 1821. Par un décret du 8 octobre 1821, afin de récompenser les combattants des services rendus en faveur de l'indépendance contre les royalistes espagnols, San Martin créé l'Ordre du Soleil.

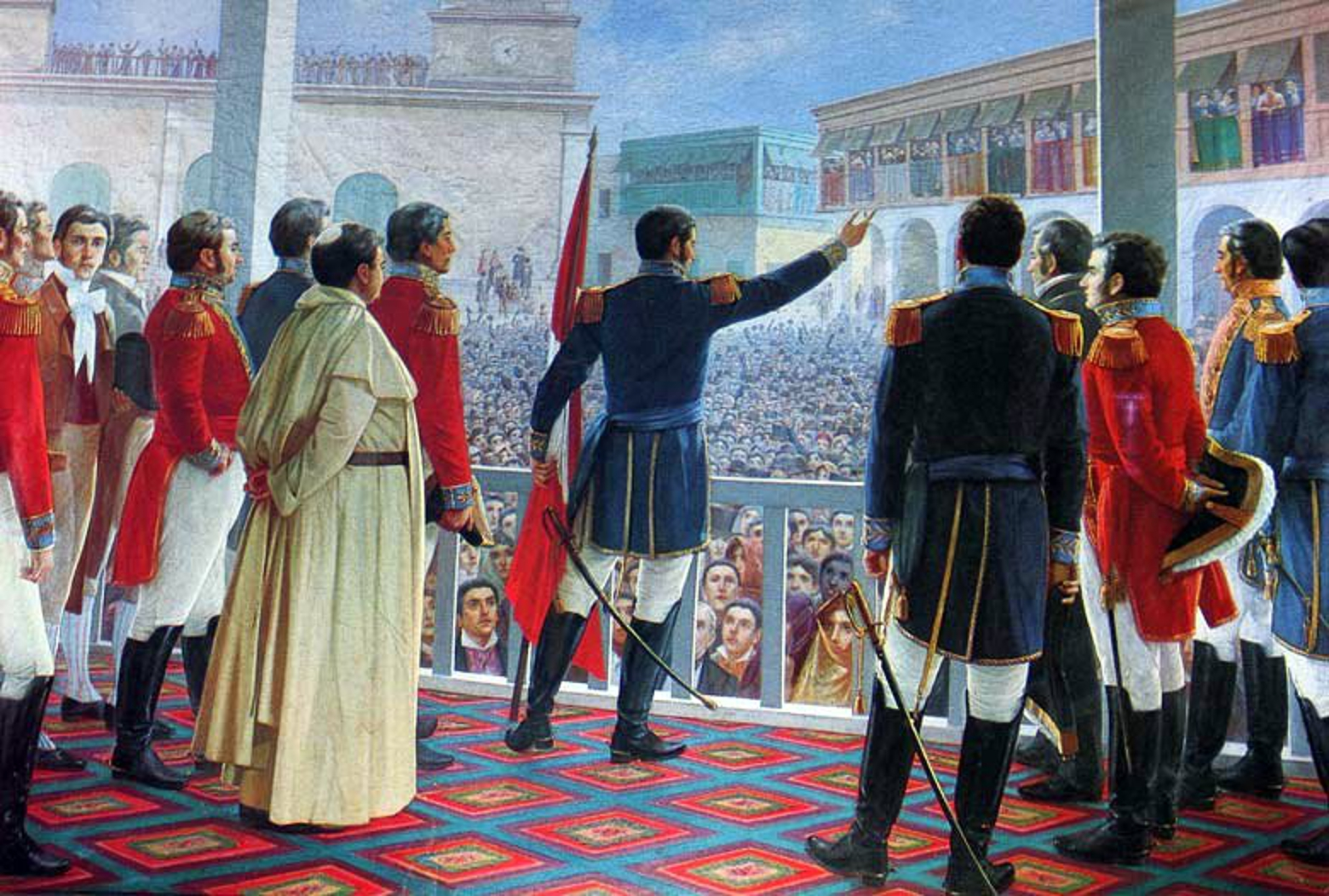
San Martín proclame l'Indépendence du Pérou sur la Plaza Mayor de Lima. (Proclamación de la Independencia del Perú de Juan Lepiani)
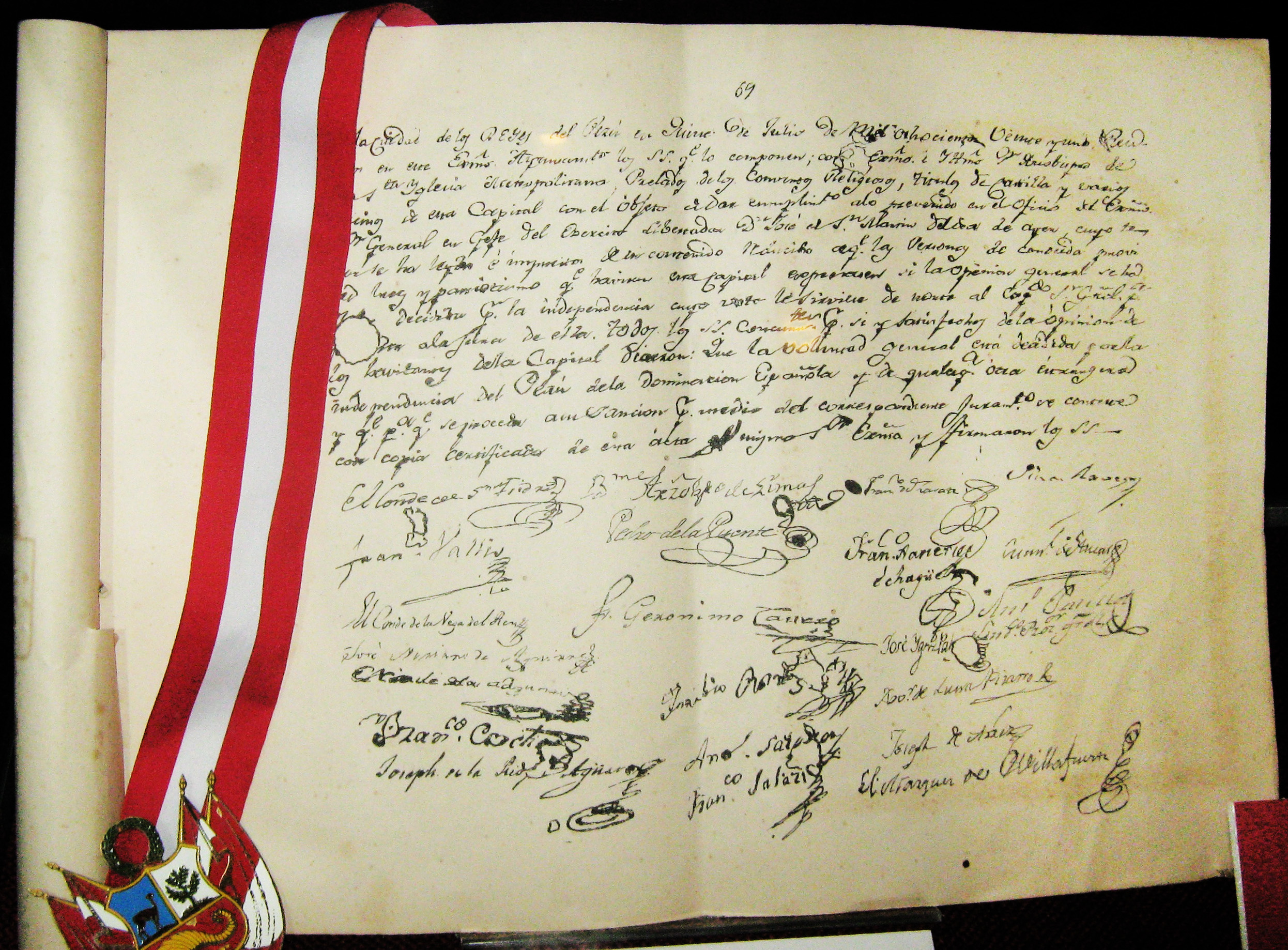
Acte d'indépendence du Pérou.

### San Martín quitte le Pérou
Le vice-roi José de la Serna déménage son quartier général à Cuzco (ou Qosqo) et tente d'aider les forces royalistes à Callao. Il envoie des troupes commandées par le général Canterac, qui arrive à Lima le 10 septembre 1821 et rejoint les forces du général José de la Mar à la forteresse de Real Felipe. Après avoir pris connaissance des nouveaux ordres du vice-roi, Lossada repart pour les hautes terres le 16 septembre. Les républicains poursuivent les royalistes en retraite jusqu'à ce qu'ils atteignent Jauja le 1er octobre 1821.
À Guayaquil, Antonio José de Sucre demande de l'aide à San Martín, San Martin mène l'expédition auxiliaire de Santa Cruz à Quito. Lors de la conférence de Guayaquil, San Martín et Simón Bolívar tentent ensuite de décider du sort politique du Pérou. San Martín plaide pour une monarchie constitutionnelle et Bolivar (chef de l'expédition du Nord) veut une république, tous deux demandent l'indépendance vis-à-vis de l'Espagne. San Martín quitte le Pérou le 22 septembre 1822 et laisse le commandement du mouvement indépendantiste à Bolívar.
En avril 1822, une incursion royaliste défait une armée républicaine lors de la bataille d'Ica. Cochrane quitte le Pérou le 10 mai (après une dispute avec San Martin) et est remplacé par Martin Guisse à la tête de la marine. En octobre, les républicains du général Rudecindo Alvarado subissent une nouvelle défaite aux mains des royalistes.

### Bolívar, l'expédition du Nord et la fin du colonialisme
Après sa déclaration d'indépendance, le Pérou s'enlise dans la résistance royaliste et l'instabilité étatique, la côte et le nord du Pérou étaient sous commandement républicain, mais le reste du pays était contrôlé par les royalistes. Le vice-roi la Serna avait établi sa capitale à Cuzco et une campagne républicaine du général Santa Cruz est vaincue. La guerre ne prend fin qu'avec l'intervention militaire de la Grande Colombie. À la suite de l'auto-exil et des défaites militaires de San Martín sous le président José de la Riva Agüero, le congrès fait appel à l'aide de Simón Bolívar en 1823. Bolivar arriva à Lima le 10 décembre 1823 pour libérer tout le Pérou.
En 1824, un soulèvement dans le camp royaliste du Haut-Pérou (Bolivie actuelle) ouvre la voie aux batailles de la bataille de Junín et d'Ayacucho. L'armée péruvienne remporte le premier pour Bolívar et le second pour le général Antonio José de Sucre. La guerre prend fin après que les derniers résistants royalistes rendent la forteresse Real Felipe en 1826.

## Conséquences
Le 20 septembre 1822, devant le premier Congrès constituant du Pérou nouvellement installé, José de San Martín démissionne de son poste de protecteur du Pérou. Le pouvoir exécutif est confié le lendemain par les législateurs à un groupe de trois députés (José de La Mar, Manuel Salazar y Baquíjano, Felipe Antonio Alvarado), qui forment un organe collégial appelé la Junte du gouvernement suprême du Pérou (es).
Bien que la dépendance politique vis-à-vis de l'Espagne ait pris fin, le Pérou était toujours économiquement dépendant de l'Europe, aboutissant à une crise économique et sociale,. En outre, il faudra attendre 1854 pour que le Pérou indépendant abolisse l'esclavage.